# Tiba 1
Tiba 1 ist ein staatlicher geostationärer Kommunikationssatellit der ägyptischen Regierung.

## Missionsverlauf
Die Regierung Ägyptens wählte Airbus Defence and Space und Thales Alenia Space aus, um einen modernen Kommunikationssatelliten für sie zu fertigen. Airbus Defence and Space übernahm den Bau des Satellitenbusses, während Thales Alenia Space die Transpondernutzlast lieferte. Der Satellit wurde am 16. Oktober 2019 von Toulouse nach Kourou, Französisch-Guayana transportiert. Der Start von Tiba 1 erfolgte dann am 26. November 2019 auf einer Ariane-5-Trägerrakete vom Raumfahrtzentrum Guayana zusammen mit Inmarsat-5 F5 in einen geostationären Transferorbit. Wenige Monate später erreichte er seine geostationäre Position bei 35,5° Ost. Von dort deckt er Ägypten ab und sendet zivile sowie militärische Übertragungen.
Es war der 250. Start einer Ariane-Trägerrakete und der letzte Flug der Ariane 5 ECA. Bei allen folgenden Flügen wurde die verbesserte ECA+-Version eingesetzt.

## Technische Daten
Airbus baute den Satelliten auf Basis ihres Eurostar-3000-Satellitenbusses. Er ist mit leistungsstarken Ka-Band-Transpondern ausgestattet und wird durch zwei große Solarpanele und Batterien mit Strom versorgt. Das Raumfahrzeug ist dreiachsenstabilisiert und besitzt eine geplante Lebensdauer von 15 Jahren.